# Rachel Hunter

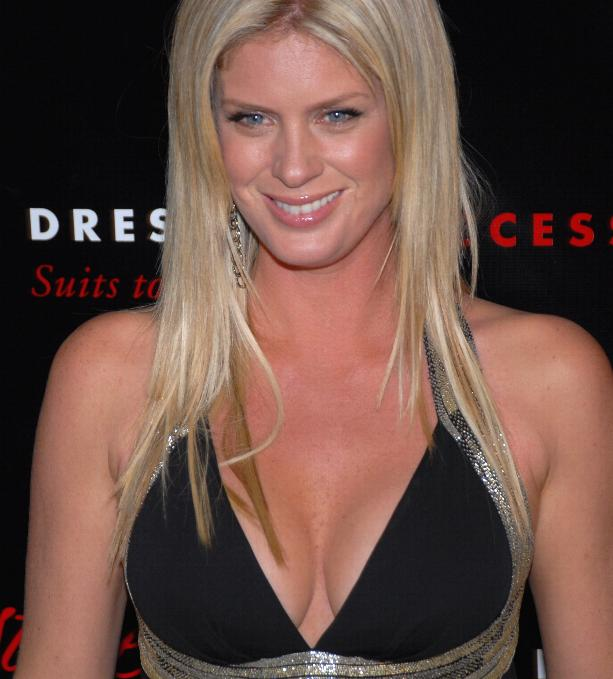
Rachel Hunter (2008)

Rachel Hunter (* 9. September 1969 in Auckland, Neuseeland) ist ein neuseeländisches Fotomodell und Schauspielerin.

## Leben
Rachel Hunter ist in Neuseeland aufgewachsen. Im Jahr 1990 heiratete Hunter den knapp 25 Jahre älteren Rock-Sänger Rod Stewart. Aus der Ehe gingen zwei Kinder hervor, darunter Sohn Liam. 1999 trennten sich Hunter und Stewart; im Juni 2005 reichte Rod Stewart die Scheidung ein. Danach war Rachel Hunter mit dem 13 Jahre jüngeren NHL-Spieler Jarret Stoll zusammen.
Hunter unterstützt die Born Free Foundation und hat nach einem Besuch der Regenwälder Ugandas ihren eigenen „Rachel Hunter Gorilla Fund“ ins Leben gerufen.
Sie lebt zurzeit in Los Angeles.

## Berufliches
Hunter wurde bekannt, als sie für die Bikini-Ausgaben der Zeitschrift Sports Illustrated posierte und 1994 zusammen mit Kathy Ireland und Elle Macpherson auf dem Cover zu sehen war. Sie galt damals als eines der meistfotografierten internationalen Models. Sie war das „Gesicht“ von Cover Girl, Estée Lauder, Sports Illustrated, Revlon und Pantene. Im Jahr 2003 war Hunter im Musikvideo der Band Fountains of Wayne für den Song Stacy's Mom zu sehen, in dem sie den Titelcharakter des Songs verkörperte, der als MILF einzuordnen ist. 
Hunter ist auch als Schauspielerin tätig. Sie begann mit verschiedenen TV-Auftritten in The Drew Carey Show und spielte die lesbische Freundin von Judd Nelson in Susan von NBC. Sie hat außerdem in einer Reihe von Filmen mitgespielt, unter anderem in Rock Star, Sydney, MacArthur Park und in dem Boxfilm 12 Rounds. 2012 stand sie für den Roger Corman produzierte und Jim Wynorski Regie geführten Tierhorrorfilm Piranhaconda neben Michael Madsen in der Hauptrolle vor der Kamera.

## Filmografie (Auswahl)
- 1999: A Walk in the Park
- 1999: Sex
- 1999: Winding Roads (Fernsehfilm)
- 2000: Two Shades of Blue
- 2000: Tripfall – Das Todestrio (TripFall)
- 2001: MacArthur Park
- 2001: Boys Klub
- 2001: Rock Star
- 2004: El Padrino
- 2007: 7-10 Split
- 2008: The Perfect Assistant
- 2008: Confessions of a Go-Go Girl
- 2009: Jordon Saffron: Taste This!
- 2010: Nictophobia – Folter in der Dunkelheit (The Brazen Bull)
- 2011: Volcano 2 – Feuerinferno in Miami (Miami Magma, Fernsehfilm)
- 2011: A Matter of Justice
- 2012: Piranhaconda (Fernsehfilm)
- 2013: Madoff: Made Off with America
- 2014: Soul Mates
- 2015: Her Infidelity (Fernsehfilm)
- 2017: The Women Behind The Women: Behind Steel Dragon (Fernsehfilm)